# Quan hệ ngoại giao của Trung Quốc

Quan hệ ngoại giao giữa các quốc gia trên thế giới và Trung Quốc
Cộng hòa Nhân dân Trung Hoa
Các quốc gia thiết lập quan hệ ngoại giao với Trung Quốc
Các quốc gia có quan hệ ngoại giao với Trung Hoa Dân Quốc hoặc không
Khu vực tranh chấp

Quan hệ đối ngoại của Cộng hòa Nhân dân Trung Hoa (PRC), thường được hầu hết các quốc gia gọi là Trung Quốc, hướng dẫn cách thức mà Trung Quốc tương tác với các quốc gia nước ngoài và thể hiện các điểm mạnh, điểm yếu và giá trị chính trị, kinh tế và văn hóa của nước này. Là một cường quốc lớn và siêu cường mới nổi, chính sách đối ngoại và tư duy chiến lược của Trung Quốc là: Trung Quốc chính thức tuyên bố nước này "kiên trì theo đuổi một chính sách đối ngoại độc lập hòa bình. Các mục tiêu cơ bản của chính sách này là để bảo vệ độc lập, chủ quyền và toàn vẹn lãnh thổ của Trung Quốc, tạo ra một môi trường quốc tế thuận lợi cho cải cách, mở cửa và hiện đại hóa xây dựng  của Trung Quốc, và để duy trì hòa bình thế giới và thúc đẩy sự phát triển chung. "  Một ví dụ về quyết định chính sách đối ngoại được hướng dẫn bởi "chủ quyền và toàn vẹn lãnh thổ" là không tham gia vào quan hệ ngoại giao với bất kỳ quốc gia nào công nhận Trung Hoa Dân Quốc (Đài Loan), mà Cộng hòa Nhân dân Trung Hoa không công nhận là một quốc gia riêng biệt.
Trung Quốc là thành viên của nhiều tổ chức quốc tế, nắm giữ các vị trí chủ chốt như là thành viên thường trực trong Hội đồng Bảo an Liên Hợp Quốc. Các mục tiêu  ngoại giao của Trung Quốc trước kia là chủ nghĩa bành trướng để đạt được cách mạng cộng sản quốc tế trước khi Cách mạng Văn hóa kết thúc. Vào đầu những năm 1970, Cộng hòa Nhân dân Trung Hoa đã thay thế Trung Hoa Dân Quốc, thành chính phủ được công nhận của "Trung Quốc" tại Liên Hợp Quốc sau Nghị quyết 2758. Là một cường quốc hạt nhân, Trung Quốc đã ký Hiệp ước không phổ biến vũ khí hạt nhân tại Liên Hợp Quốc. Chính sách đối ngoại của Trung Quốc ngày nay được tóm tắt là quan hệ chiến lược với các nước láng giềng và các siêu cường của thế giới nhằm phấn đấu vì lợi ích quốc gia của Trung Quốc, và tạo ra một môi trường thuận lợi cho sự phát triển trong nước của Trung Quốc để cạnh tranh lâu dài trên thế giới trong dài hạn.
Trong phát biểu về chính sách đối ngoại của Mỹ, Ngoại trưởng Antony Blinken từng nhận định: "Trung Quốc là quốc gia duy nhất có đủ sức mạnh kinh tế, ngoại giao, quân sự và công nghệ để thách thức hệ thống quốc tế".